# 門田芦子
門田 芦子（かどた あしこ、1905年5月15日 - 1974年12月20日）は、宝塚少女歌劇団月組で主演男役クラスを務め、月組および星組で組長を歴任した人物である。
愛知県名古屋市出身。宝塚歌劇団時代の愛称はチャマさん。兄は、元宝塚歌劇団理事長内山信愛、宝塚歌劇団16期生の門野まろやは妹。本名は内山 仲子（うちやま なかこ）。
芸名は、小倉百人一首の第71番・大納言経信（源経信）の
夕されば 門田の稻葉 音擦れて 蘆の丸屋に 龝風ぞ吹く（ゆふされば かどたのいなば おとづれて あしのまろやに あきかぜぞふく）
から命名された。

## 来歴・人物
1919年、9期生として宝塚音楽歌劇学校（現在の宝塚音楽学校）に入学し、宝塚少女歌劇団（現在の宝塚歌劇団）に入団。当時は学校と劇団は一体であった。
1932年、『ブーケ・ダムール』にて、断髪。ショートヘアの男役は、宝塚では史上初。
1933年、月組組長。
1933年 - 1937年、初代星組組長。
1938年7月31日、宝塚少女歌劇団を退団。退団後は歌劇団・音楽学校の寄宿舎の舎監を務めた。戦時中、門田は空襲に怯える歌劇団生徒をなだめながら、空を睨んだという逸話が残っている。
1974年12月20日、脳出血により逝去。享年69。
2014年、宝塚歌劇団100周年記念で設立された『宝塚歌劇の殿堂』の最初の100人のひとりとして殿堂入り。

## 宝塚歌劇団時代の主な舞台出演
- 『杓子ぬけ』（月組）（1921年9月20日 - 10月18日、公会堂劇場）
- 『吉備津の鳴釜』（月組）（1922年1月1日 - 1月25日、宝塚新歌劇場(公会堂劇場)）
- 『鼻の詩人』（月組）（1922年3月15日 - 4月30日、宝塚新歌劇場(公会堂劇場)）
- 『金の羽』（月組）（1922年7月15日 - 8月20日、宝塚新歌劇場(公会堂劇場)）
- 『護花鈴』『琵琶記』（月組）（1923年3月20日 - 4月10日、宝塚新歌劇場(中劇場)）
- 『采女禮讃』（月組）（1923年5月11日 - 6月10日、宝塚新歌劇場(中劇場)）
- 『燈臺守の娘』（月組）（1924年3月2日 - 3月31日、宝塚新歌劇場(中劇場)）
- 『能因法師』（月組）（1924年4月16日 - 4月30日、宝塚新歌劇場(中劇場)）
- 『身替音頭』（月・花組）（1924年7月19日 - 9月2日、宝塚大劇場）
- 『フルスピード』（月組）（1924年10月1日 - 10月31日、宝塚大劇場）
- 『蓬莱』『ユーヂツト』『觀心寺物語』（月・花・雪組）（1925年1月1日 - 1月31日、宝塚大劇場）
- 『エレクトラ』『姉と妹』（月組）（1925年4月1日 - 4月30日、中劇場）
- 『毒の花園』（月組）（1925年7月1日 - 7月31日、宝塚大劇場）
- 『かぐや姫』（月組）（1925年10月1日 - 10月31日、宝塚大劇場）
- 『夢買の長者』『寅童子』『陽春』（月組）（1926年1月1日 - 1月31日、宝塚大劇場）
- 『傀儡船』（月組）（1926年4月1日 - 4月30日、宝塚大劇場）
- 『十三鐘』『白縫扇陣』（月組）（1926年7月1日 - 7月31日、宝塚大劇場）
- 『ドン・キホーテ』『夢見懺悔品』『喧嘩は止めろ』（月組）（1926年10月1日 - 10月31日、宝塚大劇場）
- 『ダンス・ホール』（月組）（1927年2月1日 - 2月28日、宝塚大劇場）
- 『愛の復活』『富士太鼓』（月組）（1927年5月1日 - 5月31日、宝塚大劇場）
- 『國性爺』『一條大蔵卿』（月組）（1927年8月1日 - 8月31日、宝塚大劇場）
- 『夕顔の巻』（月組）（1927年11月1日 - 11月30日、宝塚大劇場）
- 『イタリヤーナ』（月組）（1928年3月1日 - 3月31日、宝塚大劇場）
- 『若紫の巻』『モン・パリ』（月組）（1928年6月1日 - 6月30日、宝塚大劇場）
- 『お光狂亂』（月組）（1928年9月1日 - 9月30日、宝塚大劇場）
- 『夢殿』『女暫』（月組）（1928年12月1日 - 12月28日、中劇場）
- 『姉と妹』（月組）（1929年3月1日 - 3月31日、宝塚大劇場）
- 『巷談日本妖怪選』（月組）（1929年6月1日 - 6月30日、宝塚大劇場）
- 『石馬寺の怪異』（月組）（1929年9月1日 - 9月30日、宝塚大劇場）
- 『後の景清』（月組）（1929年12月1日 - 12月28日、中劇場）
- 『賣家』『朝比奈柱抜』『邯鄲』（月組）（1930年2月1日 - 2月28日、中劇場）
- 『富士太鼓』『玉蟲祈願』（月組）（1930年5月1日 - 5月31日、宝塚大劇場）
- 『パリゼット』（月組）（1930年8月1日 - 8月31日、宝塚大劇場）
- 『とんだ間違ひ』（月組）（1930年11月1日 - 11月30日、宝塚大劇場）
- 『中將姫』『奴道成寺』『セニョリータ』（月組）（1931年1月1日 - 1月31日、宝塚大劇場）
- 『ミス・上海』（月組）（1931年4月1日 - 4月30日、宝塚大劇場）
- 『世界の花嫁』（月組）（1931年7月1日 - 7月31日、宝塚大劇場）
- 『筑紫管公』（月組）（1932年2月1日 - 2月29日、宝塚大劇場）
- 『燈臺鬼』（月組）（1932年5月1日 - 5月15日、宝塚大劇場）
- 『ブーケ・ダムール』（月組）（1932年8月1日 - 8月31日、宝塚大劇場）
- 『ピストルを撃ったが』（月組）（1932年11月1日 - 11月30日、宝塚大劇場）
- 『八犬傳』『ヴォルガの船唄』（月組）（1933年5月1日 - 5月31日、宝塚大劇場）
- 『指輪の行方』『螢塚』（星組）（1933年7月1日 - 7月31日、宝塚大劇場）
- 『リシュヤシュリンガ』（星組）（1933年10月1日 - 10月31日、宝塚大劇場）
- 『ラ・シャット』『御旗の松』『ラッキー・エール』（星組）（1934年1月1日 - 1月31日、宝塚大劇場）
- 『ウイナー・メーデル』（星組）（1934年3月1日 - 3月25日、宝塚大劇場）
- 『冠と花嫁』『沈鐘』（星組）（1934年7月1日 - 7月31日、宝塚大劇場）
- 『牡丹燈籠』『御神楽歌』『シェーネス・ベルリン』（星組）（1934年8月4日 - 8月19日、中劇場）
- 『千日酒』（星組）（1934年12月1日 - 12月28日、中劇場）
- 『箱根唄』『マリアンカ』（星組）（1935年5月3日 - 5月12日、中劇場）
- 『婚禮はお預け』（星組）（1935年8月1日 - 8月31日、宝塚大劇場）
- 『新婚第一課』（星組）（1935年12月1日 - 12月28日、中劇場）
- 『呉柳子と村娘』（星組）（1936年1月1日 - 1月12日、中劇場）
- 『柳娘』『春のをどり（お雛番付）』（星組）（1936年4月1日 - 4月30日、宝塚大劇場）